# Hyllinge (Næstved Kommune)
 For alternative betydninger, se Hyllinge (flertydig). (Se også artikler, som begynder med Hyllinge)
Hyllinge er en by på Sydsjælland med 439 indbyggere  (2025), beliggende 27 km sydøst for Slagelse, 23 km øst for Skælskør, 8 km sydøst for Fuglebjerg og 15 km vest for Næstved. Byen hører til Næstved Kommune og ligger i Region Sjælland.
Hyllinge hører til Hyllinge Sogn. Hyllinge Kirke ligger i byen.

## Faciliteter
- Hyllinge afdeling af Lille Næstved Skole har 72 elever i 0.-6. klasse. Andre af skolens afdelinger har overbygning (7.-9. klasse).[2]
- Hyllinge Børnehus er en selvejende børnehave med plads til 39 børn. Hyldebærhuset er en integreret institution med børn i alderen 0-6 år.[3]
- Vesthallen kan benyttes til badminton, volleyball, basketball og tennis samt gymnastik. Håndbold og fodbold spilles med bander torsdag-lørdag, og om vinteren benyttes hele hallen som 20x40 m futsalbane.

## Navnet
Byens navn kan tydes som "byen ved hylden". Eller navnet stammer fra det oldnordiske Hyulwænge, der betyder "hulvænget" og her hentyder til at Hyllinge er placeret i en hulning i landskabet.

## Historie
I 1872 beskrives Hyllinge således: "Hyllinge med Kirken og Skole".

### Jernbanen
Hyllinge havde station på Slagelse-Næstved banen (1892-1971) og lå på Danmarks længste lige jernbanestrækning – 16 km mellem Hårslev og Herlufsholm. Den asfalterede cykel- og gangsti "Fodsporet" er anlagt på banetracéet, og der er en shelterplads ved Hyllinge. Stationsbygningen er bevaret på Stationsvej 1.

### Stationsbyen
I 1898 beskrives Hyllinge således: "Hyllinge, ved Jærnbanen, med Kirke, Skole, Forsamlingshus (opf. 1887), Sparekasse (opr. 19/4 1872...Antal af Konti 156), Andelsmejeri, Mølle og Jærnbanestation med Telegrafstation". Det lave målebordsblad fra 1900-tallet viser desuden et fattighus.